# Garki
Garki es un pueblo en el distrito administrativo de la gmina de Odolanów, inserta en el distrito de Ostrów Wielkopolski, Voivodato de Gran Polonia, en el centro oeste de Polonia., Se encuentra aproximadamente a 5 kilómetros al suroeste de Odolanów, a 14 kilómetros al sur de Ostrów Wielkopolski, y a 108 kilómetros al sureste de la capital regional Poznań.